# Swan Songs B-Sides EP
Swan Songs B-Sides EP — мини-альбом группы Hollywood Undead, выпущенный 23 июня 2009 года. В альбом вошли четыре трека: «Pain», «The Natives», «Knife Called Lust» и «The Loss», которые были записаны во время записи альбома Swan Songs и попавшие в него в качестве бонус треков доступных в различных изданиях альбома.
При заказе альбома через инди-магазины в дополнение к нему шла песня «The Loss». Песня «The Natives» входит в Smartpunk издание альбома. Песни «Pain» и «Knife Called Lust» являются бонус-треками к Британскому изданию альбома. При покупке альбома через iTunes Store в дополнение к нему идёт песня «Pain».

## Список композиций
| №  | Название                                     | Автор(ы)                                                                             | Длительность |
| -- | -------------------------------------------- | ------------------------------------------------------------------------------------ | ------------ |
| 1. | «Pain» (Боль)                                | J. Decker, A. Erlichman, J. Philips, M. St. Claire                                   | 2:41         |
| 2. | «The Natives» (Уроженцы)                     | J. Decker, A. Erlichman, J. Philips, J. Terrell                                      | 3:42         |
| 3. | «Knife Called Lust» (Нож, именуемый похотью) | D. Alvarez, J. Decker, A. Erlichman, J. Philips, G. Ragan, M. St. Claire, J. Terrell | 3:00         |
| 4. | «The Loss» (Потеря)                          | A. Erlichman, J. Philips, G. Ragan, J. Terrell                                       | 3:16         |

## Участники записи
- J-Dog — вокал, клавиши, ритм-гитара, бас-гитара
- Charlie Scene — соло-гитара, вокал
- Johnny 3 Tears — вокал
- Funny Man — вокал
- Da Kurlzz — ударные, вокал, перкуссия
- Shady Jeff — вокал, скриминг
- Deuce — вокал.

## Позиции в чартах
| Чарт (2009)      | Высшая позиция |
| ---------------- | -------------- |
| Billboard 200    | 124            |
| Hard Rock Albums | 20             |
| Rock Albums      | 50             |